# Ryszard Petru
Ryszard Jerzy Petru (n. 6 iulie 1972, Wrocław, Republica Populară Polonă) este un economist și politician polonez. A fost președintele Societății Economiștilor Polonezi în perioada 2011–2015. A fost membru al Seimului în legislatura a VIII-a (2015–2019), fondator și în 2015–2017 președinte al partidului Nowoczesna. În prezent este un politician independent și candidat pentru Senat. Este un liberal social și economic.